# Betònica
Betònica (Stachys) és un gènere de plantes amb flor de la família lamiàcia.
És gairebé cosmopolita, només manca a Amèrica del Sud.
El gènere conté unes 300 espècies.
Són plantes herbàcies o arbusts anuals o perennes. Arriben a un màxim de 300 cm d'alt. Les fulles són simples, triangulars i de disposició oposada. Les flors es troben en les axiles de les fulles a la part superior de la planta.
Tenen un ús tradicional com a plantes medicinals.
Algunes espècies
| - Stachys affinis - Stachys ajugoides - Stachys alopecuros - Stachys alpina - Stachys annua - Stachys arvensis - Stachys bullata - Stachys byzantina - Stachys candida - Stachys chrysantha - Stachys ciliata - Stachys citrina - Stachys coccinea - Stachys corsica - Stachys cretica - Stachys discolor - Stachys ehrenbergii - Stachys floridana | - Stachys germanica - Stachys hyssopifolia - Stachys iva - Stachys lavandulifolia - Stachys libanotica - Stachys macrantha - Stachys macrostachya - Stachys monnieri - Stachys ocymastrum - Stachys officinalis - Stachys palustris - Stachys pumila - Stachys recta - Stachys riddellii - Stachys sylvatica - Stachys sylvestris - Stachys tenuifolia |